# Nixtun-Ch'ich'
Nixtun-Ch'ich’ és una antiga ciutat maia a el Petén, Guatemala. És un dels primers exemples de planificació urbana, amb un disseny en pla hipodàmic únic a l'època. Fou habitada del 600 aC al 300 dC. Els edificis que el formen són piràmides de fins a trenta metres d'altura, un mur de terra i pedra i cases. Té una àrea cerimonial i una àrea residencial. Alguns edificis brillaven per estar recoberts d'enlluït blanc. Està orientada a l'est per a seguir el moviment del sol.